# Kazimierz Jankowski (lekarz)
Kazimierz Jankowski (ur. 17 lipca 1931 w Poznaniu, zm. 14 sierpnia 2013) – polski lekarz psychiatra, psychoterapeuta i publicysta, autor książek. Propagator psychiatrii humanistycznej.

## Życiorys
Skończył studia w 1963 roku. W 1971 roku uzyskał habilitację. W latach 1956–1966 pracował w Klinice Psychiatrycznej Akademii Medycznej w Warszawie, a od roku 1966 w Instytucie Psychologii Uniwersytetu Warszawskiego. W latach 1970 był organizatorem i kierownikiem naukowym Młodzieżowego Ośrodka Leczenia Nerwic w Warszawie oraz założycielem Ośrodka Zdrowia Psychicznego Synapsis. Uważał, przez pewien czas, że można leczyć psychozy bez lekarstw. W 1979 roku wyjechał do Stanów Zjednoczonych na zaproszenie Uniwersytetu Kansas w Lawrence w stanie Kansas, gdzie wykładał psychiatrię. W 1999 roku zrezygnował z praktyki lekarskiej i poświęcił się pracy publicystycznej. Jego współpracownikami byli m.in. Aleksandra Rogowska, Joanna Flatau i Andrzej Samson.
Ostatnie lata życia spędził w Warszawie. Jego pierwszą żoną była dr n. med. Halina Jankowska z d. Dreszer, z którą miał córkę Aleksandrę; drugą żoną – Hanna Buza. Był członkiem American Psychiatric Association.

## Wybrane publikacje
- Psychofizjologiczne aspekty przewlekłej schizofrenii (1972)
- Hipisi w poszukiwaniu ziemi obiecanej (1972)
- Od psychiatrii biologicznej do psychiatrii humanistycznej (1975)
- Człowiek i choroba (1975)
- Mój Śambhala (1978)
- Od psychiatrii biologicznej do humanistycznej: dwadzieścia lat później (1994)